# Huaura (provins)
Huaura (spanska: Provincia de Huaura) är en av de nio provinser som bildar departementet Lima i Perú. Centralort är Huacho. Provinsen gränsar i norr till provinsen Barranca och departementet Áncash; i öster till provinsen Cajatambo, provinsen Oyón och departementet Pasco; i söder till provinsen Huaral, och i väster till Stilla havet.

## Historia
Provinsen Huaura var en del av Chimú-riket i dess maximala expansion som varade från år 1000 till 1470.
Under vicekungadömet skapades corregimientos (1565), motsvarande en provins.
Den är arvtagare till den gamla provinsen Chancay som utgjordes av distrikten Huacho, Huaral, Chancay, Sayán, Supe, Barranca, Pativilca, Paccho och Checras. På grund av befolkningstillväxt och ekonomisk utveckling bildades provinsen Huaral av distrikten Huaral och Chancay; medan Barranca, Pativilca och Supe blev provinsen Barranca. På detta sätt reducerades provinsen praktiskt taget till Huauraflodens bäcken. Den 26 maj 1988 ändrades namnet till provinsen Huaura.

## Administrativ indelning
Huaura indelas i tolv distrikt (befolkning 2017 inom parentes):
- Huacho (63 142)
- Ámbar (2 208)
- Caleta de Carquín (8 132)
- Checras (929)
- Hualmay (28 765)
- Huaura (34 764)
- Leoncio Prado (1 867)
- Paccho (1 516
- Santa Leonor (775)
- Santa María (36 267)
- Sayán (23 408)
- Végueta (25 912)

### Befolkning
Vid folkräkningen 2017 hade provinsen en total befolkning av 227 685 personer.

### Centralort
Centralort i provinsen är staden Huacho, som även utgör centralort för departementet Lima.